# Musclo zebrat
El musclo zebrat o popularment anomenat musclo zebra (Dreissena polymorpha) és un mol·lusc bivalve d'origen rus (de la mar Càspia). Més petit que els seus cosins marins, es nodreix de plàncton per filtració de l'aigua.

## Aspecte
El musclo zebrat es caracteritza per tenir una forma triangular. Generalment pot arribar a una llargada d'entre 26 i 40 mm i una amplada d'entre 17 i 20 mm. La closca acostuma a ser de color marró fosc fins a negre, amb línies de color marró clar.
El musclo zebrat és l'únic d'entre els musclos d'aigua dolça que, en estat larvari, no es fixa enlloc (té unes potes especials) i pot flotar (transport).

## Origen
Les restes més antigues de musclo zebrat són del Miocè. Fins al segle xviii, la població a Europa minva gradualment. El trànsit marítim i fluvial n'afavoreix la reproducció i el musclo s'estén des de la mar Negra riu Danubi amunt. Els musclos viatgen enganxats al buc o, en forma de larva, a l'aigua de llast dels vaixells. A causa del creixent transport marítim, cap a la dècada del 1980 aquests musclos van començar a expandir-se pels llacs de Nord-amèrica.

## Problemàtica
El musclo zebrat és una espècie molt competitiva, que s'enganxa a les plantes aquàtiques i a musclos més grossos. Això provoca una pertorbació i un perill per a la diversitat dels ecosistemes. A més, com a fouling, provoquen desperfectes en els sistemes de canalització i refrigeració en centrals hidroelèctriques i similars; encara que això es pot evitar mitjançant l'ús de determinats tipus de filtres. Fa part de la llista de les 100 espècies invasores més dolentes d'Europa i del Catálogo español de especies exóticas invasoras.
Ànecs i altres ocells aquàtics, en canvi, treuen profit d'aquesta nova font d'aliments.